# MINI (2001-2006)
Este artigo é sobre o modelo novo. Para o modelo antigo, veja Mini (1959-2000)
O Cooper é um carro produzido pela marca Mini, pertencente ao grupo BMW. 
O carro possui versões equipadas com Câmbio CVT .

## Galeria
- Primeira geração (2000-2006)
- Segunda geração (2006-2013)
- Terceira geração (2013-presente)